# 格尔莱
格尔莱，是匈牙利绍莫吉州所辖的一个村。总面积44.69平方公里，总人口967，人口密度21.6人/平方公里（2011年1月1日）。